# Dolichopus praemissus
Dolichopus praemissus är en tvåvingeart som först beskrevs av Walker 1859.  Dolichopus praemissus ingår i släktet Dolichopus och familjen styltflugor. Inga underarter finns listade i Catalogue of Life.